# Zazie
Zazie, pe numele său real Isabelle Marie Anne de Truchis de Varennes, este o cantautoare de origine franceză.

## Biografie

### Copilăria
Isabelle de Truchis de Varennes s-a născut în data de 18 aprilie 1964 la Boulogne-Billancourt, având mama profesoară de muzică, iar tatăl arhitect. Poreclită „Zazie” după personajul cu același nume din romanul „Zazie în metrou” al lui Raymond Queneau, aceasta își câștigă foarte curând o poziție importantă în lumea artistică. În casa sa se asculta muzica unor artiști precum Brassens, Jacques Brel, Barbara și muzică clasică. Zazie studiază vioara și violoncelul timp de zece ani, puțin pian și chitară. Predilecția ei pentru scris se afirmă de timpuriu. Încă de la vârsta de patru ani, ea scrie primul ei cântec și prima piesă de teatru la opt ani.

### Debutul
După obținerea unei diplome de bacalaureat umanist la vârsta de șaisprezece ani, ea începe studiile de chineziterapie, iar apoi de limbi străine (engleză, spaniolă și japoneză). Se lansează mai apoi în modeling și, timp de aproape zece ani, defilează pentru nume mari din domeniul modei precum Yves Saint-Laurent, Karl Lagerfeld, Kenzo, etc. Plictisită de domeniul modei, Zazie are posibilitatea de a fi backing vocal pe un album al lui Fabrice Guinar. Apare pentru prima oară la televizor atât în calitate de cântăreață alături de Alain Lanty, cât și ca instrumentistă, acompaniindu-l la saxofon pe Pierre Cosso. Vocea sa specială îi permite, de asemenea, să lucreze în publicitatea radiofonică (Opel, Cochonou, Martini) și la televiziune (L’Oreal, Saint-Moret, etc.), precum și într-un videoclip de publicitate falsă pentru Les Nuls.

### Primul album
Abia în 1990 Zazie încearcă cu adevărat să se lanseze în muzică. Semnează un contract în 1991 cu Phonogram. În 1992 lansează primul său album, Je, tu, ils (Eu, tu, ei), înregistrat în studioul idolului său, Peter Gabriel.
Merită menționată și prima sa colaborare cu Pascal Obispo, intitulată Un, deux, trois, soleil (Unu, doi, trei, soare). 
Zazie își scrie aproape toate textele și participă la compunerea melodiilor. Dar albumul nu are decât un succes notabil, sigle-ul Sucré salé (Dulce sărat) urcă pe locul 46 în Top 50, iar Zazie este consacrată anul următor drept revelația feminină a anului în Victoire de la musique. Celelalte două extrase de pe album nu înregistrează niciun succes, însă cariera ei este lansată. Vânzările acestui prim album, deși slabe, determină casa de discuri să o susțină mai departe.

### Cariera
Cel de al doilea album Zen este lansat în 1995. Toate textele sunt semnate de Zazie, și fiecare dintre extrase va cunoaște un mare succes: Larsen, Zen, Un point c'est toi și Homme sweet homme. Mult mai reușit din punct de vedere muzical, acest al doilea album se vinde în mai mult de 500.000 de exemplare. Zazie câștigă a doua sa victorie a muzicii (Victoire de la musique) pentru videoclipul piesei Larsen. Ea ridică în picioare sala La Cigale și turneul Zazie este în oraș (Zazie est en ville) are un adevărat succes.
Mai departe, notorietatea sa îi va permite să scrie și să compună pentru alți interpreți, printre care Florent Pagny, Johnny Hallyday, Jane Birkin, Pascal Obispo, Patricia Kaas, Isabelle Boulay, David Hallyday, și mai recent pentru Calogero, Axel Bauer și Christophe Willem de la Nouvelle star. În același an, ea se alătură grupului Sol En Si pentru o serie de concerte.
Cântă în duet cu Pascal Obispo Les meilleurs ennemis (Cei mai buni dușmani), extras de pe albumul Superflu, album  la care participă prin scrierea versurilor și ca backing vocal. Apoi interpretează Rose, compusă de Dominique Dalcan, melodie de pe coloana sonoră a filmului Ma vie en rose (Viața mea în roz), lansat în 1997. În același an, vocea ei se regăsește și în Chanson des baleines de parapluie (Cântecul balenelor de umbrelă) pentru noua versiune a lui Emilie Jolie. De asemenea, Zazie compune muzica pentru filmul Tout doit disparaître (Totul trebuie sa dispară). Apoi ea se alătură marii familii a Restos du cœur (Restaurantele inimii). Momentul consacrării ei are loc odată cu premiul cea mai bună interpretă feminină, cu Victoriile Muzicii (Victoires de la Musique) din 1998, situându-se înaintea altor interprete ca Patricia Kaas, Axelle Red, Enzo Enzo sau Brigitte Fontaine.
Apoi vine albumul maturității, Made in love. Ea nu mai colaborează cu Pascal Obispo, își compune ea însăși întreaga muzică (exceptând Chanson d’ami) și își scrie toate versurile. Tonul este mai sobru iar ambianța albumului este foarte bine subliniată prin fotografiile lui Jean-Baptiste Mondino. Acest album, lansat prin single-ul Tous des anges (Toți niște îngeri) are parte de o promovare originală: albumul în întregime a fost difuzat la TF1 la ora 2 dimineața. Videoclipul considerat ca fiind prea violent, este cenzurat și doar Tout le monde (Întreaga lume) cunoaște un succes veritabil. Albumul urma să se vândă în mai bine de 400.000 de exemplare.
Se face remarcată la începutul lui 1999 în filmul lui Didier Le Pêcheur J’aimerais pas crever un dimanche (Aș dori să nu mor într-o duminică) alături de Élodie Bouchez și Jean-Marc Barr.

### Anii 2000
După o mică întrerupere, Zazie participă la numeroase concerte ale prietenilor săi și cântă în duo cu ei Axe Bauer titlul "A ma place" (In locul meu) care, cu mai mult de 500.000   de exemplare vândute urcă în vârful diagramelor verii 2001. În octombrie 2001 apare albumul "La Zizane", lansat cu titlul "Rue de la Paix" -  în care ea compară societatea cu un joc / monopoly / și care se bucură de asemenea de un mare succes.